# Hypnodendron divaricatum
Hypnodendron divaricatum là một loài Rêu trong họ Hypnodendraceae. Loài này được (Reinw. & Hornsch.) Mitt. mô tả khoa học đầu tiên năm 1873.